# باول مارتن (عداء المسافات المتوسطة)
باول مارتن هو عداء مسافات متوسطة سويسري، ولد في 11 أغسطس 1901 في جنيف في سويسرا، وتوفي في 28 أبريل 1987 في لوزان في سويسرا.

## وصلات خارجية
- باول مارتن على موقع الاتحاد الدولي لألعاب القوى (الإنجليزية)
- باول مارتن على موقع اللجنة الأولمبية الدولية (الإنجليزية)
- باول مارتن على موقع أوليمبيديا (الإنجليزية)